# Cystopteris maborasensis
Cystopteris maborasensis là một loài dương xỉ trong họ Cystopteridaceae. Loài này được Masam. mô tả khoa học đầu tiên năm 1938.
Danh pháp khoa học của loài này chưa được làm sáng tỏ. 